# Difluorure de difluorodisulfane
Le difluorure de difluorodisulfane est un composé chimique de formule FSSF3 très instable. Également appelé 1,1,1,2-tétrafluorodisulfane ou 1,1-difluorure de 1,2-difluorodisulfane, il présente la particularité d'avoir une molécule dont toutes les liaisons ont une longueur différente. Pour cette raison, on identifie conventionnellement par Shyp (pour hypervalent) l'atome de soufre lié à trois atomes de fluor, et Stop l'atome de soufre lié à un seul atome de fluor, tandis que les atomes de fluor eux-mêmes sont identifiés par Ftop (lié à Stop), Fcis (le plus proche de Ftop), Ftrans (le plus éloigné de Ftop) et Feq (pour équatorial). Ainsi, lorsque la molécule se dissocie en monomères de difluorure de soufre SF2, une liaison s'établit entre l'atome Fcis et l'atome Stop, ce qui rompt la liaison de ce dernier à l'atome Shyp.
Le difluorure de difluorodisulfane se forme par dimérisation réversible du difluorure de soufre SF2 :
2 SF2  {\displaystyle \rightleftharpoons }  FSSF3.
Il se dismute également en présence de SF2 pour libérer du tétrafluorure de soufre SF4 :
SF2 + FSSF3 → FSSF + SF4.
Une réaction parallèle passe également par l'intermédiaire F3SSSF3. Le fluorure d'hydrogène HF catalyse la dismutation en soufre et tétrafluorure de soufre SF4 en passant par l'intermédiaire réactif HSF.
On peut préparer du FSSF3 au laboratoire en faisant passer du dichlorure de soufre SCl2 à 10 mmHg sur du fluorure de potassium KF ou du fluorure de mercure(II) HgF2 à 150 °C. Il se forme également du FSSF (difluorure de disoufre), du SSF2 (fluorure de thiothionyle), du SF4 (tétrafluorure de soufre), du ClSSF3 (2-chloro-1,1,1-trifluorodisulfane) et du ClSSF.
On peut également obtenir de petites quantités de FSSF3  en faisant réagir du soufre avec un fluorure d'argent ou par photolyse de difluorure de disoufre FSSF et de fluorure de thiothionyle SSF2.